# Sorans-lès-Breurey
Sorans-lès-Breurey è un comune francese di 419 abitanti situato nel dipartimento dell'Alta Saona, nella regione della Borgogna-Franca Contea.

## Società

### Evoluzione demografica
Abitanti censiti